# 1 Pedro 5
1 Pedro 5 é o quinto e último capítulo da Primeira Epístola de Pedro, de autoria do Apóstolo Pedro, que faz parte do Novo Testamento da Bíblia.

## Estrutura
I. Exortações e advertências finais
1. Aos presbíteros da igreja, acerca do espírito com que devem alimentar o rebanho, v. 1-4
2. Jovens e idosos devem ser humildes e confiantes, v. 5-7
3. Advertências acerca do Diabo, v. 8,9
4. Bênção e saudações, v. 10-14